# Saint-Nicolas-de-la-Grave
Saint-Nicolas-de-la-Grave is een gemeente in het Franse departement Tarn-et-Garonne (regio Occitanie) en telt 2009 inwoners (1999). De plaats maakt deel uit van het arrondissement Castelsarrasin.

## Geografie
De oppervlakte van Saint-Nicolas-de-la-Grave bedraagt 29,3 km², de bevolkingsdichtheid is 68,6 inwoners per km².
De onderstaande kaart toont de ligging van Saint-Nicolas-de-la-Grave met de belangrijkste infrastructuur en aangrenzende gemeenten.

## Demografie
Onderstaande figuur toont het verloop van het inwonertal (bron: INSEE-tellingen).

## Geboren in
- Antoine de Lamothe-Cadillac (1658-1730), ontdekkingsreiziger